# Honckenya
Honckenya,monotipski biljni rod iz porodice klinčićevki smješten u tribus Sclerantheae. Jedina vrsta H. peploides (sa četiri podvrste) raširena je po sjevernoj polutki Euroazije i Sjeverne Amerike.
- H. peploides
- H. peploides
- H. peploides
- H. peploides

## Podvrste
- Honckenya peploides subsp. diffusa (Hornem.) Hultén ex V.V.Petrovsky
- Honckenya peploides subsp. major (Hook.) Hultén
- Honckenya peploides subsp. peploides
- Honckenya peploides subsp. robusta (Fernald) Hultén

## Sinonimi
- Adenarium Raf.
- Ammodenia Patrin ex J.G.Gmel.
- Ammonalia Desv.
- Ammodenia peploides (L.) Rupr.
- Ammonalia peploides (L.) Desv.
- Arenaria littoralis Salisb.
- Arenaria peploides L.
- Minuartia peploides (L.) Hiern
- Minuartia peploides var. typica Mattf.